# Karluk (navire)
Pour les articles homonymes, voir Karluk.
L'HMCS Karluk est une brigantine construite aux États-Unis qui, après avoir servi pour la chasse à la baleine, est utilisée pour l'expédition arctique canadienne (1913-1916).
Prise dans les glaces lors de celle-ci, elle fait naufrage dans ce qui est généralement décrit comme le dernier voyage du Karluk.